# سرديان إيفانوفيتش
سرديان إيفانوفيتش هو لاعب كرة قدم صربي في مركز الوسط، ولد في 2 مايو 1989 في بلغراد في صربيا. لعب مع نادي ياغودينا.

## وصلات خارجية
- سرديان إيفانوفيتش على موقع Soccerway.com (الإنجليزية)